# ایلا (جورجیا)
ایلا، جورجیا (به انگلیسی: Ila, Georgia) یک شهر در ایالات متحده آمریکا با جمعیت ۳۳۷ نفر است که در جورجیا واقع شده‌است.

## موقعیت جغرافیایی
موقعیت جغرافیایی شهرها و مناطق اطراف به شرح زیر است: